# معركة وادي اللبن
وقعت معركة وادي اللبن في مارس وأبريل سنة 1558 م (حوالي 965 هجرية ) بمنطقة تيسة (إقليم تاونات -حاليا ) شمال مدينة فاس بين سلالة السعديين بقيادة عبد الله الغالب والقوات العثمانية تحت قيادة حسن باشا، ابن خير الدين بربروسا. عندما تولى عبد الله الغالب (رابع سلطان سعدي) حكم البلاد بعد مقتل والده السلطان محمد الشيخ وتعليق رأسه على أسوار إسطنبول سنة 1557م.
واصل عبد الله الغالب سياسة أبيه في مواجهة الدولة العثمانية، فرفض بيعة العثمانين الذين أداروا ظهورهم لأوروبا المسيحية واتجهوا إلى مد نفوذهم في الشرق المسلم، كما أرسلوا سفناً لنجدة الأندلسيين بقادة مختلفين منهم كمال ريّس وخير الدين بربروسا ومن ثن قلچ علي الذي حاول استعادتها بدعم ثورة جبل البشارات .
غزا حسن بن خير الدين باشا ; حاكم تلمسان; المغرب عبر البحر الأبيض المتوسط في جيش كبير من الأتراك فأنزل قواته في مدينة باديس، ففوجئوا بالسلطان السعدي الجديد أبو محمد عبد الله الغالب بن السلطان المغدور أبو عبد الله الشيخ وقد أتم استعداداته لحرب العثمانيين وتجهز على خير ما يكون للقائهم. وفي وادي اللبن بالقرب من أسوار فاس، دارت حرب كبيرة بين الطرفين، السعدي والعثماني، انتهت بانتصار المغاربة نصرًا مبينًا، فر بعده قائد الأتراك إلى الجزائر لا يلوي على شيء، بعد أن تأكد بأن اغتيال السلطان الشيخ لم يفت في عضد أهل المغرب، ولم يؤثر في إصرارهم على التمسك بالحرية والاستقلال عن أي غاصب أجنبي.
وفي وقت كان العثمانيون يضعفون جبهة السعديين الذين كانوا يتصدون للغزو الإسباني والبرتغالي الصليبي، كانت مخططات السلطان العثماني كفيلة بسقوط المغرب في يد الأوروبيين كما سقطت الأندلس من قبل.

## كتب تذكر المعركة
- Histoire d'Alger sous la domination turque 1515-1830, Henri-Delmas de Grammont, Edition Bouchène, 2002 ISBN 2-912946-52-0
- تاريخ الجزائر تحت السيطرة التركية/ تأليف : هنري دلماس دو غرامون/ إصدار بوشن/2002 /الرقم الدولي المعياري للكتاب: 0-25-649219-2